# My Boy Jack
My Boy Jack é um telefilme britânico de 2007 dirigido por Brian Kirk, com roteiro de David Haig baseado em sua peça homômima.
Conta a história real de Rudyard Kipling (Haig) e da busca desesperada de sua família pelo filho Jack (Daniel Radcliffe), que morreu numa batalha da Primeira Guerra Mundial.[carece de fontes?]
O título vem de um poema de 1916 de Kipling, My Boy Jack. A peça foi também produzida para a televisão.[carece de fontes?]